# Caenoplana sulphurea
Caenoplana sulphurea är en plattmaskart som först beskrevs av Fletcher och Hamilton 1888.  Caenoplana sulphurea ingår i släktet Caenoplana och familjen Geoplanidae. Inga underarter finns listade i Catalogue of Life.